# Richard Brake
Richard Colin Brake (n. 30 noiembrie 1964, Ystrad Mynach⁠(d), Țara Galilor, Regatul Unit) este un actor galezo-american, cunoscut pentru roluri secundare ca Joe Chill în Batman - Începuturi (2005), Doom-Head în 31⁠(d) (2016) și chimistul din Mandy (2018), precum și pentru rolul său principal ca Bob Reid în Perfect Skin (2018). De asemenea, a avut roluri secundare la televiziune ca Regele Nopții (Night King) în sezoanele al patrulea și al cincilea ale serialului  Urzeala tronurilor, în rolul lui Conrad Harlow în primul sezon din Absentia și în rolul lui Anton Kaledin în seria a treia din Peaky Blinders.

## Tinerețe
Brake s-a născut în Ystrad Mynach⁠(d), Țara Galilor. În 1967, el și familia lui au migrat în Statele Unite, unde s-au stabilit prima dată în Atlanta. Apoi a crescut în statele Carolina de Nord, Tennessee și Ohio, frecventând Academia Western Reserve din Hudson, Ohio și Universitatea Duke din Durham, Carolina de Nord. Brake a studiat actoria cu Sam Kogan⁠(d), la Academia acestuia de actorie și regie din Londra  și cu Beatrice Straight⁠(d) la Studioul Michael Chekhov din New York.

## Carieră actoricească
În 1993, a debutat ca actor ca un reporter într-un episod al serialului britanic de comedie Jeeves and Wooster. În 1994, Brake și actrița Rachel Weisz și-au făcut debutul cinematografic în filmul de groază științifico-fantastic Invenția ucigașă (Death Machine), cu Brad Dourif în rolul principal. După roluri secundare în câteva filme cu buget redus (inclusiv Jocul tradarii (Subterfuge), cu Matt McColm⁠(d) în rol principal), Brake a mai apărut într-un film șase ani mai târziu, când a obținut primul său rol important în filmul despre Războiul Civil al lui Anthony Minghella, Muntele Rece (Cold Mountain). El a jucat rolul liderului unui grup de căutători de alimente ai Uniunii care încearcă s-o violeze pe tânăra văduvă Sara (interpretată de Natalie Portman). Filmul a fost lansat în ziua de Crăciun din 2003 și a fost un succes critic și comercial, având șapte nominalizări la premiile Oscar.
În 2005, Brake a obținut, în sfârșit, recunoașterea din partea publicului larg cu filmul Batman - Începuturi al lui Christopher Nolan. El l-a jucat pe Joe Chill⁠(d), omul responsabil de uciderea părinților lui Bruce Wayne (interpretat de Christian Bale), ceea ce l-a determinat să devină justițiarul Batman. Filmul a fost lansat la 15 iunie 2005, fiind apreciat de critici și a fost nominalizat la Premiul Oscar pentru cea mai bună imagine, care a fost acordat filmului Memoriile unei gheișe. Brake a mai interpretat rolul caporalului deformat și pervertit Dean Portman în Doom, alături de Karl Urban și Dwayne Johnson. A interpretat rolul unui american ostil în filmul lui Steven Spielberg, Munchen, o repovestire cinematografică a masacrului de la München din timpul Jocurilor Olimpice de vară din 1972. Filmul a avut recenzii pozitive și a fost nominalizat la cinci premii Oscar, inclusiv pentru cel mai bun film, pierzând în fața lui Crash (Povești din L.A.).
În 2006, Brake a apărut în videoclipul formației Muse, Knights of Cydonia, interpretând un șerif răufăcător într-un western futurist ciudat. Brake l-a interpretat pe condamnatul eliberat condiționat Bobby DeWitt în filmul lui Brian De Palma, Dulcele sărut al Daliei, o relatare fictivă a uciderii actriței Elizabeth Short. În ciuda faptului că a fost un eșec critic și comercial, filmul a avut o nominalizare la Premiul Oscar pentru cea mai bună imagine, pierzând în fața filmului Labirintul lui Pan. În 2007, a avut un rol secundar în Hannibal Rising (Hannibal: În spatele măștii), care s-a bazat pe romanul omonim din 2006 al lui Thomas Harris. El l-a interpretat pe Enrikas Dortlich, unul dintre criminalii de război care o ucide pe Mischa Lecter, sora mai mică a psihiatrului devenit ucigaș canibal Hannibal Lecter (interpretat de Gaspard Ulliel).
În 2008, el a jucat rolul fostului pușcaș marin Prior în filmul de groază Avanpostul. În 2009, după o apariție în filmul dramatic polițist Cu sânge rece și un rol secundar ca personaj titular în Copiii lui Perkins,  a apărut în filmul lui Rob Zombie Halloween II,  continuarea remake-ului său Halloween din 2007. El l-a interpretat pe Gary Scott, un medic legist slăbănog și pervertit, care este decapitat brutal de Michael Myers în urma unui accident de mașină care ucide colegul său de muncă. Brake a obținut rolul pe baza unei recomandări personale către Zombie de la actorul Sid Haig⁠(d). Brake a avut un rol cameo în thrillerul Cuckoo, care a avut premiera la Festivalul de Film de la Cambridge la 25 septembrie 2009.
În 2010, a jucat alături de Idris Elba în thrillerul psihologic Legacy, care a avut premiera la Festivalul de Film de la Glasgow pe 28 februarie 2010. În 2011, a jucat împreună cu Reese Witherspoon și Robert Pattinson în drama romantică Apă pentru elefanți (Water for Elephants), care s-a bazat pe romanul cu același nume al scriitoarei Sara Gruen din 2006. Filmul a fost lansat la 22 aprilie 2011 cu recenzii pozitive. Brake l-a jucat pe Harry Green în filmul de groază The Incident (Asylum Blackout), unde nu are niciun dialog vorbit pe tot parcursul filmului. Filmul a avut premiera mondială la Festivalul Internațional de Film de la Toronto la 12 septembrie 2011, unde a fost nominalizat la premiul Nebunia de la miezul nopții (Midnight Madness Award).
În 2013, a avut roluri secundare în thrillerul de acțiune Stația numerelor (The Numbers Station) cu John Cusack și Malin Åkerman în rolurile principale și în thrillerul polițist al lui Ridley Scott Avocatul (The Counselor), cu Michael Fassbender și Penélope Cruz în rolurile principale. Brake a avut un rol cameo în filmul cu supereroi Thor: Întunericul, continuarea lui Thor din 2011. Filmul a devenit cel mai mare succes comercial pentru cariera lui Brake, cu 644,6 milioane de dolari americani la box office din întreaga lume. Brake a avut un rol recurent în rolul mafiotului Terry Mandel în drama polițistă neo-noir a lui Frank Darabont Mob City  din 2013. În 2014, a apărut în drama polițistă Polițiști fără frontiere (Crossing Lines) și în serialul thriller de acțiune Curierul (Transporter: The Series), ambele roluri pe care le-a jucat fiind de infractori internaționali căutați pentru crimă.
Din 2014 până în 2015, Brake l-a portretizat pe Regele Nopții în serialul fantasy HBO Urzeala tronurilor, apărând în sezonul al patrulea și al cincilea, în special în episodul din sezonul cinci „Sălașul Aspru”, care a avut șapte nominalizări la premiile Emmy. Brake a apărut în filmul de comedie de acțiune Kingsman: Serviciul secret, unde joacă rolul unui bărbat fără nume care îl interoghează pe Eggsy Unwin (interpretat de Taron Egerton) ca parte a pregătirii sale pentru a deveni spion pentru agenția de informații Kingsman. A avut un rol cameo în calitate de patron de bar în drama semi-biografică Să nu-ți întâlnești eroii (Set Fire to the Stars), care a avut premiera la Festivalul Internațional de Film de la Edinburgh la 23 iunie 2014.
În 2015, a apărut în drama de ficțiune istorică FX Călăul bastard (The Bastard Executioner) în rolul baronului Edwin Pryce. Din cauza conflictelor de programare cu The Bastard Executioner, Brake nu a putut relua rolul Regele Nopții pentru cel de-al șaselea sezon din Game of Thrones și a fost înlocuit de Vladimir Furdik, unul dintre principalii cascadori din seriale. Brake a jucat ca invitat într-un episod din Grimm ca un vânător cu înclinația de a tăia un picior victimelor sale. A jucat împreună cu Melissa McCarthy și Jason Statham în comedia de acțiune Spioana (Spy), unde a jucat rolul lui Solsa Dudaev, un terorist cecen în căutarea unei arme nucleare. Filmul a fost apreciat universal și a fost nominalizat la Premiul Globul de Aur pentru cel mai bun film (muzical/comedie).
Pe parcursul anului 2016, Brake a apărut  în mai multe emisiuni de televiziune premiate, cum ar fi Hawaii Five-0 și Peaky Blinders. De asemenea, a avut un rol recurent ca mafiotul rus Vlad în serialul Showtime Ray Donovan⁠(d). În 2016, a jucat rolul principalului antagonist în filmul de groază slasher al lui Rob Zombie, 31. El a jucat rolul lui Doom-Head, un ucigaș cu contract care participă la jocul titular anual ucigând un grup de victime care sunt răpite de ciudățenii. Filmul a avut premiera mondială la Festivalul de Film de la Sundance la 23 ianuarie 2016. În ciuda recenziilor mixte din partea criticilor, Brake a fost lăudat enorm pentru interpretarea sa și a fost nominalizat la premiul Fangoria Chainsaw pentru cel mai bun actor în rol secundar, pierzând în fața lui Stephen Lang pentru rolul acestuia din Omul din întuneric.
În 2017, Brake a apărut ca Medved în Recoltă amară (Bitter Harvest) și ca Tarasov în Moartea lui Stalin. Deși ambele filme s-au concentrat pe revoluționarul și dictatorul sovietic Iosif Stalin, primul a fost mai preocupat de Holodomor. În timp ce primul film a fost primit negativ de critici, cel din urmă a avut laude pe scară largă. Brake a avut un rol recurent în serialul thriller polițist Absentia (Absența) în rolul lui Conrad Harlow, un bancher bogat care este eliberat din închisoare după ce agenta FBI Emily Byrne (interpretat de Stana Katic⁠(d)), care îl vâna pentru uciderea mai multor femei, este găsită în viață.
În 2018, a obținut primul său rol principal în thrillerul psihologic de groază Perfect Skin, care a avut premiera la Frightfest din Londra la 25 august 2018. El a jucat rolul lui Bob Reid, un artist în tatuaje care, după destrămarea căsniciei sale ca urmare a diagnosticării cu Parkinson, răpește un imigrant polonez și îi tatuează corpul în încercarea de a crea o ultimă piesă de artă înainte de a muri. Performanța lui Brake a fost apreciată de critici și a fost considerată cea mai bună din cariera sa. Ulterior, a câștigat premiul pentru cel mai bun actor la First Glance Film Festival și la Vancouver Badass Film Festival pentru interpretarea sa.
Brake a jucat împreună cu Nicolas Cage și Andrea Riseborough⁠(d) în filmul de groază Mandy, care a avut premiera la Festivalul de Film de la Sundance la 19 ianuarie 2018. Mai târziu a apărut ca Rex în filmul  western Frații Sisters (Les frères Sisters), avându-i în rolurile principale pe John C. Reilly și Joaquin Phoenix. Filmul a avut premiera mondială la Festivalul de Film de la Veneția la 2 septembrie. De asemenea, a jucat alături de Blake Lively și Sterling K. Brown în filmul thriller Ritmul răzbunării, care a fost lansat la 31 ianuarie 2020. A jucat rolul unui ofițer imperial în al șaptelea episod al celui de-al doilea sezon din The Mandalorian.
În 2022, în filmul SF postapocaliptic Vesper a interpretat rolul lui Darius, tatăl lui Vesper și fratele lui Jonas, un fost soldat al Cetății, paralizat, dar care o însoțește mereu pe Vesper cu ajutorul unei drone vorbitoare.

## Filmografie

### Film
| An   | Titlu                          | Rol                         | Note                           |
| ---- | ------------------------------ | --------------------------- | ------------------------------ |
| 1994 | Invenția ucigașă⁠(d)            | Scott Ridley                |                                |
| 1996 | Jocul trădării⁠(d)              | Pierce Tencil               |                                |
| 1996 | Virtual Terror                 | Steve Baker                 |                                |
| 1997 | Deus Volt                      | Bishop Von Match            |                                |
| 2003 | Muntele Rece                   | Nym                         |                                |
| 2005 | Batman - Începuturi            | Joe Chill⁠(d)                |                                |
| 2005 | Doom                           | Corporal⁠(d) Dean Portman    |                                |
| 2005 | München                        | Belligerent American        |                                |
| 2005 | Soul Searcher                  | Van Bueren                  |                                |
| 2006 | Dulcele sărut al Daliei        | Bobby DeWitt                |                                |
| 2007 | Hannibal: În spatele măștii⁠(d) | Enrikas Dortlich            |                                |
| 2007 | Retribution                    | Masters                     |                                |
| 2008 | Avanpostul                     | Prior                       |                                |
| 2009 | Cuckoo⁠(d)                      | Lone Wolf                   |                                |
| 2009 | Halloween II                   | Gary Scott                  |                                |
| 2009 | Perkins' 14⁠(d)                 | Ronald Perkins              |                                |
| 2010 | Legacy⁠(d)                      | Scott O'Keefe               |                                |
| 2011 | Detention⁠(d)                   | Mr. Nolan                   |                                |
| 2011 | Good Day for It⁠(d)             | Norman Tyrus                |                                |
| 2011 | The Incident⁠(d)                | Harry Green                 | Cunoscut și ca Asylum Blackout |
| 2011 | Apă pentru elefanți            | Grady                       |                                |
| 2013 | Avocatul (The Counselor)       | Second Man                  |                                |
| 2013 | Stația numerelor               | Max                         |                                |
| 2013 | Thor: Întunericul              | Einherjar Captain           |                                |
| 2014 | Kingsman: Serviciul secret     | The Interrogator            |                                |
| 2014 | Să nu-ți întâlnești eroii⁠(d)   | Mr. Unlucky                 |                                |
| 2015 | Spioana⁠(d)                     | Solsa Dudaev                |                                |
| 2015 | The Cannibal in the Jungle     | Dr. Timothy Darrow          |                                |
| 2015 | The Chameleon                  | Detective Brady             |                                |
| 2016 | 31⁠(d)                          | Doom-Head                   |                                |
| 2017 | Recoltă amară⁠(d)               | Medved                      |                                |
| 2017 | Moartea lui Stalin             | Tarasov                     |                                |
| 2018 | Mandy⁠(d)                       | The Chemist                 |                                |
| 2018 | Perfect Skin                   | Bob Reid                    |                                |
| 2018 | Frații Sisters⁠(d)              | Rex                         |                                |
| 2019 | 3 from Hell⁠(d)                 | Winslow Foxworth Coltrane   |                                |
| 2019 | Feedback                       | Brennan                     |                                |
| 2019 | The Dare                       | Credence                    |                                |
| 2020 | Ritmul răzbunării⁠(d)           | Lehmans                     |                                |
| 2020 | Tremors: Shrieker Island⁠(d)    | Bill                        | Video                          |
| 2021 | The Virtuoso⁠(d)                | Handsome Johnnie            |                                |
| 2021 | Bingo Hell⁠(d)                  | Mr. Big                     |                                |
| 2022 | Offseason⁠(d)                   | Bridge Man                  |                                |
| 2022 | Vesper                         | Darius                      |                                |
| 2022 | Barbarian⁠(d)                   | Frank                       |                                |
| 2022 | The Munsters⁠(d)                | Dr. Henry Augustus Wolfgang |                                |

### Televiziune
| An      | Titlu                                 | Rol                                     | Note                                                 |
| ------- | ------------------------------------- | --------------------------------------- | ---------------------------------------------------- |
| 1993    | Jeeves and Wooster⁠(d)                 | Reporter                                | Episodul: "Lady Florence Craye Arrives in New York " |
| 2004    | Keen Eddie⁠(d)                         | "Dutch" Mike Vanderlay                  | Episodul: "Sticky Fingers"                           |
| 2009    | Cold Case⁠(d)                          | Rich Kiesel                             | Episodul: "Mind Games"                               |
| 2009    | M.I. High                             | Georgi                                  | Episodul: "Family Tree"                              |
| 2009    | NCIS: Los Angeles                     | John Bordinay                           | Episodul: "Ambush"                                   |
| 2010    | The Deep⁠(d)                           | McIndoe                                 | 3 episoade                                           |
| 2011    | Above Suspicion⁠(d)                    | Joseph Marshall / Alexander Fitzpatrick | 3 episoade                                           |
| 2013    | Mob City⁠(d)                           | Terry Mandel                            | 5 episoade                                           |
| 2014    | Crossing Lines⁠(d)                     | Alexander Fuster / Winston Smith        | Episodul: "The Kill Zone"                            |
| 2014    | The Assets⁠(d)                         | Agent Waters                            | Episodul: "Trip to Vienna"                           |
| 2014    | Transporter: The Series⁠(d)            | Dezdu Magyar                            | Episodul: "2B or Not 2B"                             |
| 2014–15 | Game of Thrones                       | Night King⁠(d)                           | 2 episoade                                           |
| 2015    | Grimm                                 | Nigel Edmund                            | Episodul: "Bad Luck⁠(d)"                              |
| 2015    | Obsession: Dark Desires⁠(d)            | Dale                                    | Episodul: "Apocalypse Now"                           |
| 2015    | The Bastard Executioner⁠(d)            | Baron Edwin Pryce                       | 3 episoade                                           |
| 2016    | Barbarians Rising⁠(d)                  | Geiseric                                | Episodul: "Ruin"                                     |
| 2016    | Beowulf: Return to the Shieldlands⁠(d) | Arak                                    | Episodul 8                                           |
| 2016    | Hawaii Five-0                         | Henry Garavito                          | Episodul: "Ka Pono Ku'oko'a" (The Cost of Freedom)   |
| 2016    | Peaky Blinders                        | Anton Kaledin                           | Episodul 1                                           |
| 2016    | Ray Donovan⁠(d)                        | Vlad                                    | 4 episoade                                           |
| 2017    | Absentia⁠(d)                           | Conrad Harlow                           | Series regular (Season 1)                            |
| 2017    | Eight Days That Made Rome             | Seneca                                  | Episodul: "The Downfall of Nero"                     |
| 2017    | Supernatural                          | Luther Shrike                           | Episodul: "The Scorpion and the Frog"                |
| 2018    | Patrick Melrose⁠(d)                    | Mark                                    | Episodul: "Bad News"                                 |
| 2018    | The Royals⁠(d)                         | Earl Frost                              | 5 episoade                                           |
| 2019    | Creeped Out⁠(d)                        | The Hidden                              | Episodul: "No Filter"                                |
| 2020    | Brave New World⁠(d)                    | Pope                                    | 2 episoade                                           |
| 2020    | Cursed                                | Brother Theophilius                     | 2 episoade                                           |
| 2020    | The Mandalorian                       | Valin Hess                              | Episodul: "Chapter 15: The Believer⁠(d)"              |
| 2021    | Exterminate All The Brutes⁠(d)         | General                                 | Rol secundar                                         |

### Jocuri video
| An   | Titlu          | Rol de voce | Note           |
| ---- | -------------- | ----------- | -------------- |
| 2005 | Juiced⁠(d)      | T. K.       |                |
| TBA  | Squadron 42⁠(d) | Miner rănit | Post-producție |

### Videoclipuri
| An   | Titlu                 | Artist | Note                                                 |
| ---- | --------------------- | ------ | ---------------------------------------------------- |
| 2006 | Knights of Cydonia⁠(d) | Muse   | A interpretat rolul șerifului Baron Klaus Rottingham |

### Scurtmetraje
| An   | Titlu           | Rol        | Note |
| ---- | --------------- | ---------- | ---- |
| 2008 | The Tonto Woman | John Isham |      |
| 2011 | The Sweethearts | Landlord   |      |

## Premii și nominalizări
| An   | Premiu                                 | Categorie                              | Lucrare nominalizată | Rezultat     |
| ---- | -------------------------------------- | -------------------------------------- | -------------------- | ------------ |
| 2016 | British Independent Film Festival      | Cel mai bun actor într-un rol secundar | The Chameleon        | Nominalizare |
| 2016 | Sydney Indie Film Festival             | Cel mai bun actor într-un rol secundar | The Chameleon        | Nominalizare |
| 2017 | BloodGuts UK Horror Awards             | Cel mai bun actor                      | 31⁠(d)                | Nominalizare |
| 2017 | Fangoria Chainsaw Awards               | Cel mai bun actor într-un rol secundar | 31⁠(d)                | Nominalizare |
| 2017 | Fright Meter Awards                    | Cel mai bun actor într-un rol secundar | 31⁠(d)                | Câștigat     |
| 2019 | First Glance Film Festival Los Angeles | Cel mai bun actor - lungmetraj         | Perfect Skin         | Câștigat     |
| 2019 | Vancouver Badass Film Festival         | Cel mai bun actor                      | Perfect Skin         | Câștigat     |